# هادي غندور

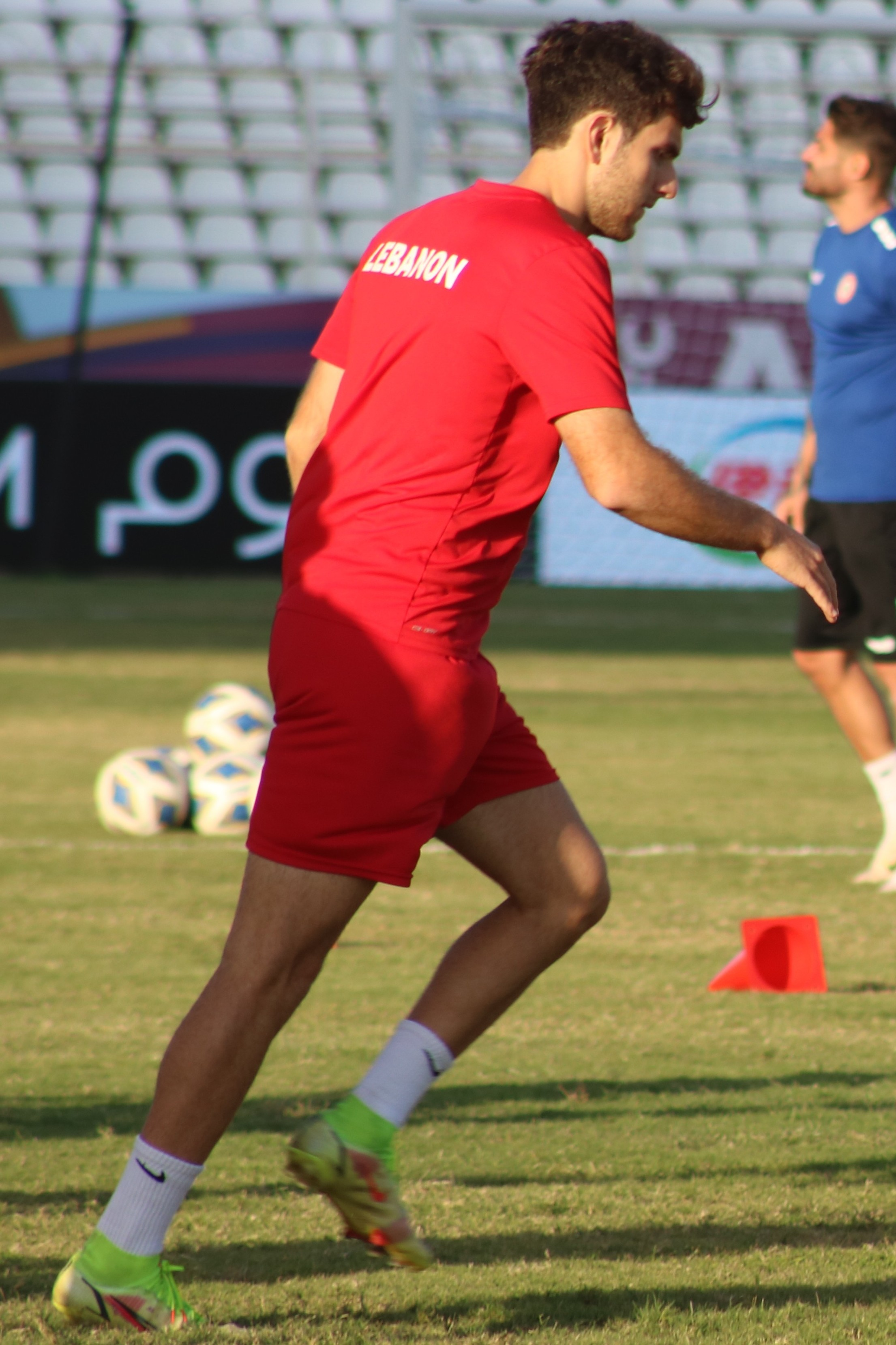
غندور في تدريبات المنتخب اللبناني في 2021.

هادي غندور (مواليد 27 يناير 2000)، لاعب كرة قدم لبناني يلعب كمهاجم في نادي تشارلتون أثلتيك.